# Schlepper- und Geräte-Museum Altenberge

Neue Außenfront des Museums

Das Schlepper- und Geräte Museum in Altenberge widmet sich der Geschichte der Landwirtschaft in Westfalen, insbesondere der verwendeten Geräte und Maschinen.
In wechselnden Ausstellungen wird unter anderem die Mechanisierung der Landwirtschaft allgemein zwischen 1900 und 1960 und die Entwicklung des Traktors bis 1970 gezeigt. Eine Ausstellung widmet sich der Gestaltung des Schmiedefeuerumfeldes.
Die Besucher werden durch verschiedene Aktionen eingebunden. Das Ausprobieren einzelner Museumsstücke ist möglich. Dazu kommen Aktionstage wie zum Beispiel Kartoffelernte wie 1930.

## Geschichte und Entstehung

Restaurierte Strohpresse von 1960 im Einsatz

Das Museum entstand in der ehemaligen  Schmiede des Bernhard Wesseler von 1879. Von 1936 bis 1966 wurden hier Traktoren der Marke Wesseler gefertigt. Oldtimerschlepperfreunde aus Altenberge und Umgebung mieteten die alte Schmiede Mitte 2003 an und gründeten einen Museumsverein, der 2004 das Museum eröffnete.
Zweck des Vereins ist die Förderung der Pflege und Erhaltung von Kulturwerten und des westfälischen Brauchtums. Dabei im Besonderen die Erhaltung und Aufarbeitung alter landwirtschaftlicher Maschinen, Schlepper, Traktoren und Geräte und deren Dokumentation.
Koordinaten: 52° 1′ 2″ N, 7° 26′ 36″ O